# 강릉 왕씨
강릉 왕씨(江陵王氏)는 강원특별자치도 강릉시를 본관으로 하는 한국의 성씨이다. 시조에 관해서는 여러 문헌이 존재한다.

## 강릉 왕씨 (왕유)
강릉 왕씨(왕유)의 시조는 고려 태조 왕건의 아들 왕유(王裕)이다. 왕유의 작위는 전해지지 않으나 원보를 지냈다고 하며, 왕유의 4대손이 왕총지로 고려사, 고려명신전 등에 이름이 전한다. 조선 초기 태조 이성계의 명을 받은 정남진(鄭南晉), 함부림(咸傅霖)이 강원도 삼척에서 공양왕 일족을 참수하였다. 강릉 왕씨 대부분은 숙청되었다.

## 강릉 왕씨 (왕예)
강릉 왕씨(왕예)의 시조는 김주원의 6대손 김선희(金善希)의 아들 김예(金乂)이다. 고려 태조 왕건은 김예(金乂)의 딸을 비로 맞고 김예(金乂)에게 왕(王)씨 성을 사성하였다. 왕예(王乂)의 13세손 탄지(坦之) 때 조선 태조 이성계가 왕씨을 숙청하므로 김씨로 복성하였다.

## 강릉 왕씨 (왕순식)
강릉 왕씨(왕순식)의 시조는 명주 호족 김순식(金順式)이다. 그는 왕건에게 왕씨을 사성 받아 왕순식(王順式)이 되었다. 조선 초기 본성이 왕씨 사용 금지에 따라 본래 성으로 복성하게 하였다.

## 참고 자료
- “강릉왕씨(江陵王氏)”. 뿌리를 찾아서.[깨진 링크(과거 내용 찾기)]